# Guarda Municipal de Marabá
A Guarda Municipal de Marabá (GMM) é uma instituição de segurança pública do município de Marabá, no estado do Pará, no Brasil.
A instituição é do tipo guarda civil municipal, sendo componente do sistema de segurança pública de Marabá, dando suporte complementar às ações do Comando de Policiamento Regional II da Polícia Militar do Estado do Pará e da 10ª Regional de Segurança Pública da Polícia Civil do Estado do Pará.

## Histórico
O município de Marabá já teve experiências de tropas ligadas a um governo provisório municipal, a "Milícia do Itacaiúnas". Esta foi organizada na localidade em 1908, lutando na segunda revolta de Boa Vista, tendo como líderes Norberto de Melo e o coronel Antônio Maia. Neste conflito, atuou contra a Milícia dos Galegos junto às facções pró-Leão Leda e governo goiano, quando este entrou em disputa com o Pará pelo controle de Marabá. Essas tropas foram desmobilizadas e integradas ao destacamento da Brigada Militar do Pará.
A moderna Guarda Municipal de Marabá foi projetada, ainda na década de 1990, numa altura em que o índice de criminalidade no meio urbano de Marabá alcançava patamares muito altos. Entretanto, a criação, à época, esbarrava nas limitações orçamentárias do município.
Assim, somente em 23 de julho de 2009, através da lei municipal nº 17.361, na gestão do prefeito Maurino Magalhães de Lima, foi criada a GMM.
Seu primeiro efetivo próprio foi formado pelo concurso n° 002/2010 GMM, para provimento de vagas para guarda e inspetor. A nomeação dos aprovados no concursos se deu em 18 de maio de 2012.
Embora tenha a atribuição de promover ações de segurança em toda jurisdição municipal, concentra suas ações basicamente na cidade de Marabá.

## Unidades

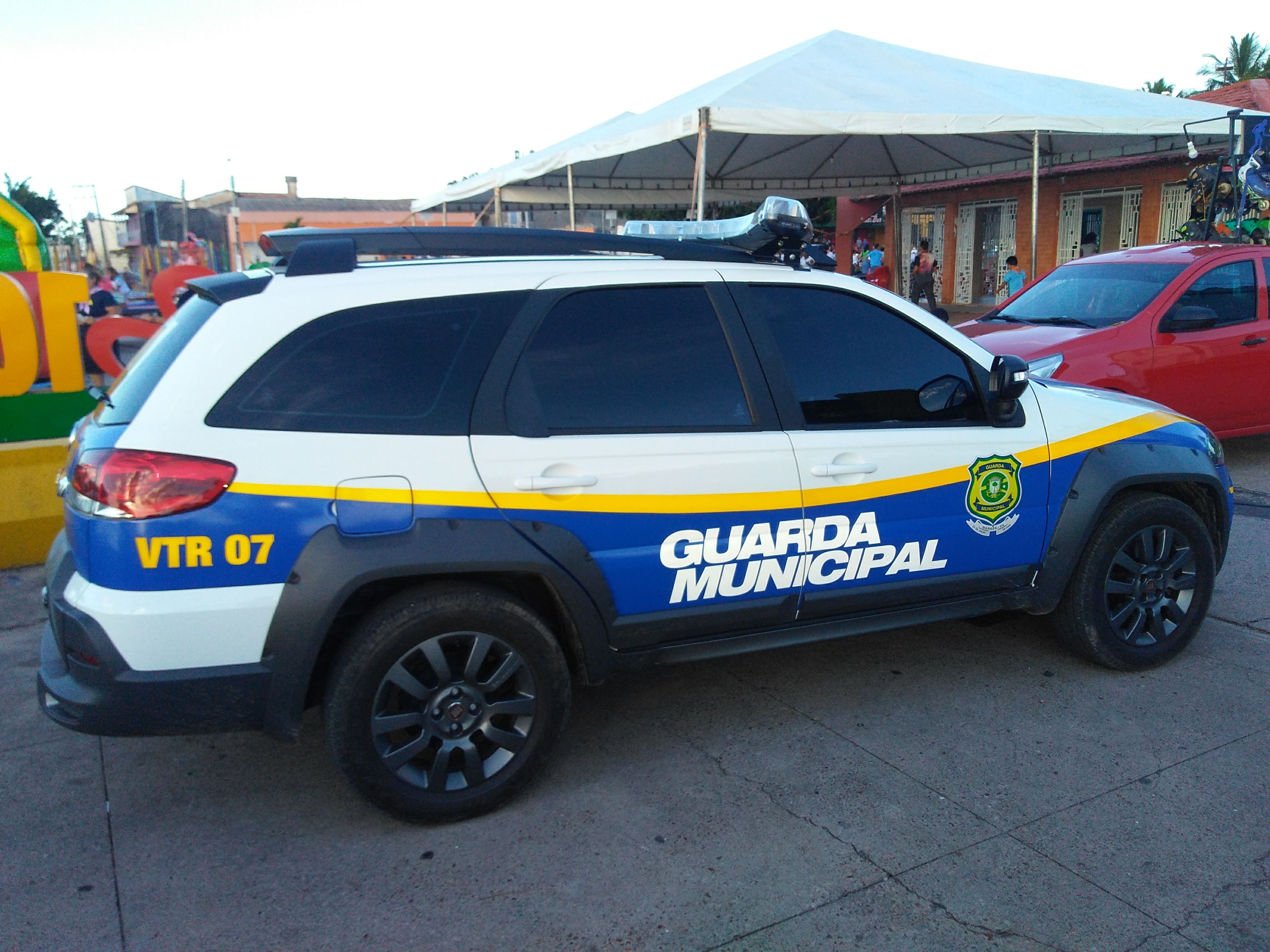
Viatura da Guarda Municipal de Marabá estacionada na praça Cipriano Santos, em ronda comunitária durante evento religioso, no bairro Francisco Coelho, em 2018.

A GMM mantém as seguintes unidades para operações especializadas:
- Grupamento de Proteção Ambiental (GPA)[7]
- Grupamento de Operações com Cães (GOC)[8]
- Grupamento de Ronda Turística (GRT)[8]
- Grupamento de Operações de Pronto Emprego (GOPE)[8]
- Grupamento de Ronda Escolar (GRE)[8]
- Grupamento Maria da Penha (GMP)

## Comando
A corporação tem a seguinte hierarquia:
- Comandante-em-Chefe: Prefeito de Marabá Sebastião Miranda Filho
- Comandante: Inspetor Everton Barreto Malaquias
- Subcomandante: Inspetor Maciel Chaves[9]

### Ex-comandantes
Os ex-comandantes da GMM foram:
- Cel. PM Mauro Sérgio Marques Silva
- Cel. PM Gilmar Marques
- Cel. PM Marcio Fernando Santos de Barros
- Insp. Andreia Alves Chaves
- Insp. Roberto Lemos Dias[10]